# سونیک دریفت ۲
سونیک دریفت ۲ که در اروپا تحت عنوان سونیک دریفت ریسینگ (به انگلیسی: Sonic Drift Racing) منتشر شده‌است، یک بازی ویدئویی در مسابقهٔ کارتینگ می‌باشد که توسط سگا برای گیم گیر منتشر شده‌است و دنبالهٔ سونیک دریفت نیز است.